# Guo Ailun
Guo Ailun (郭艾伦S, Guō ÀilúnP; Anshan, 14 novembre 1993) è un cestista cinese.

## Carriera
Con la Cina ha disputato due edizioni dei Giochi olimpici (Londra 2012, Rio de Janeiro 2016), due dei Campionati mondiali (2010, 2019) e tre dei Campionati asiatici (2013, 2015, 2017).